# Lars Granberg
Karl Lars Olof Granberg, född 20 januari 1927 i Hedvig Eleonora församling i Stockholm, död 14 november 1985 i Oscars församling i Stockholm, var en svensk barnskådespelare och skådespelare.

## Biografi
Lars Granberg var son till skådespelarna Carl Gottfrid Carlsson och Karin Granberg, bror till radiomannen Peter Granberg, systerson till skådespelaren Bengt-Olof Granberg och dotterson till konsthistorikern Olof Granberg.
Granberg var engagerad vid Dramaten i Stockholm där han 1948–1953 spelade 26 olika roller.
Han var till 1969 gift med skådespelaren Inga Didong (född 1936).
Lars Granberg är begravd på Norra begravningsplatsen utanför Stockholm.

## Filmografi
- 1932 – Vi som går köksvägen
- 1936 – Våran pojke
- 1957 – Det sjunde inseglet
- 1971 – Dagmars heta trosor

## Teater

### Roller (ej komplett)
| År   | Roll                    | Produktion                                                                          | Regi                         | Teater                   |
| ---- | ----------------------- | ----------------------------------------------------------------------------------- | ---------------------------- | ------------------------ |
| 1948 | Murfin                  | David Copperfield Charles Dickens och Max Maurey                                    | Olle Hilding                 | Dramaten                 |
| 1949 | Kungens härold          | Sanningens pärla Zacharias Topelius                                                 | Keve Hjelm                   | Dramaten                 |
| 1950 | Kaplanen                | Ljungby horn (Et folkesagn) Edgar Collin, Vilhelm Østergaard och Alfred Ipsen       | Carl-Henrik Fant             | Dramaten                 |
| 1950 | En betjänt              | Chéri Colette                                                                       | Mimi Pollak                  | Dramaten                 |
| 1950 | En lakej                | Erik XIV August Strindberg                                                          | Alf Sjöberg                  | Dramaten                 |
| 1950 | Lokomotivföraren        | En radiobragd (Radio Rescue) Charlotte Chorpenning                                  | Arne Ragneborn               | Dramaten                 |
| 1951 | Mr Shelby               | Onkel Toms stuga (Uncle Tom's cabin or, Life Among the Lowly) Harriet Beecher Stowe | Carl-Henrik Fant             | Dramaten                 |
| 1951 | Andre kavaljeren        | Diamanten (Der Diamant) Friedrich Hebbel                                            | Rune Carlsten                | Dramaten                 |
| 1951 | Källarmästaren          | Simon trollkarlen Tore Zetterholm                                                   | Arne Ragneborn               | Dramaten                 |
| 1952 | Poeten                  | Harlekino och Harlekina Else Fisher                                                 | Kurt-Olof Sundström          | Dramaten                 |
| 1953 | Jim Lucas               | Drömflickan (Dream Girl) Elmer Rice                                                 | Johan Falck                  | Helsingborgs stadsteater |
| 1953 | Markisen Carlo di Nolli | Henrik IV (Enrico IV) Luigi Pirandello                                              | Johan Falck                  | Helsingborgs stadsteater |
| 1953 | Georges                 | Rendez-vous med lyckan (Le Rendez-vous de Senlis) Jean Anouilh                      | Johan Falck                  | Helsingborgs stadsteater |
| 1954 | Junker Narrifax         | Mästerkatten i stövlar (Den bestøvlede kat) Hans Werner                             | Willy Keidser                | Helsingborgs stadsteater |
| 1954 | Sebastian               | Stormen (The Tempest) William Shakespeare                                           | Johan Falck                  | Helsingborgs stadsteater |
| 1954 | En kypare               | Kanske en diktare Ragnar Josephson                                                  | Gunnar Ekström               | Helsingborgs stadsteater |
| 1954 |                         | Guds gröna ängar (The Green Pastures) Marc Connelly                                 | Johan Falck                  | Helsingborgs stadsteater |
| 1954 | Steve                   | The och sympati (Tea and Sympathy) Robert Anderson                                  | Gunnar Ekström               | Helsingborgs stadsteater |
| 1954 | Mannen                  | Babels torn Lars Helgesson                                                          | Johan Falck                  | Helsingborgs stadsteater |
| 1954 | Onkel Gustav            | Oh, mein Papa! (Das Feuerwerk) Paul Burkhard, Jürg Amstein, Robert Gilbert          | Åke Engfeldt                 | Helsingborgs stadsteater |
| 1955 | Pimentelli              | Kristina August Strindberg                                                          | Johan Falck                  | Helsingborgs stadsteater |
| 1955 | Joe Crowell Si Crowell  | Vår lilla stad (Our Town) Thornton Wilder                                           | Erik Berglund                | Helsingborgs stadsteater |
| 1955 | Clifford Snell          | Dollargrinet (The Solid Gold Cadillac) George S. Kaufman och Howard Teichmann       | Johan Falck                  | Helsingborgs stadsteater |
| 1956 |                         | Vår hemliga dröm (Jupiter) Robert Boissy                                            | Göran Gentele                | Riksteatern              |
| 1959 |                         | Råttfällan (The Mousetrap) Agatha Christie                                          | Börje Mellvig Bengt Blomgren | Lisebergsteatern         |
| 1961 | Peter                   | Doft av honung (A Taste of Honey) Shelagh Delaney                                   | Eva Sköld                    | Riksteatern              |
| 1967 |                         | Peer Gynt Henrik Ibsen                                                              | Jerk Liljefors               | Riksteatern              |
| 1969 |                         | Ungkarlslyan (Promises, Promises) Burt Bacharach, Hal David och Neil Simon          | Ivo Cramér                   | Oscarsteatern            |
| 1975 |                         | Fars lille påg (Hurra, ein Junge) Franz Arnold och Ernst Bach                       | Hans Bergström               | Lisebergsteatern         |
| 1976 | Hovtrollet Hussein      | Peer Gynt Henrik Ibsen                                                              | Claes Sylwander              | Helsingborgs stadsteater |